# Muthis
Muthis (griechisch auch Mutis) war der zweite altägyptische Pharao (König) der 29. Dynastie, der als Sohn des Nepherites I. wahrscheinlich um etwa 393–392 v. Chr. regierte. Es bestehen auch Vermutungen, dass er während des Jahres 393 v. Chr. gleichzeitig mit dem Usurpator Psammuthis an der Macht gewesen sein soll, bis der Herrschaftsantritt des Hakor die Thronfolgekämpfe beendete.
Es sind keine Titulaturen und zeitgenössische Belege wie beispielsweise Denkmäler seiner Regentschaft bekannt. Manetho setzte für Muthis eine einjährige Regentschaft an. In der demotischen Chronik wird Muthis ohne Namensnennung als „Sohn des Nepherites I.“ und Vorgänger von Psammuthis geführt:

„Der zweite Herrscher, der nach den Medern auftrat: Da er (Nepherites I.) das, was er tat, in Gewissenhaftigkeit tat, ließ man seinen Sohn nachfolgen...Der dritte Herrscher, der nach den Medern (Persern) auftrat, dem wurde gegeben, das heißt: Da er das Gesetz missachtete, ersetzte man ihn zu Lebzeiten.“